# قره داش (چاراویماق)
قره داش روستایی در دهستان چاراویماق شرقی بخش شادیان شهرستان چاراویماق استان آذربایجان شرقی ایران است.

## جمعیت
بر پایه سرشماری عمومی نفوس و مسکن در سال ۱۳۹۵ جمعیت این روستا ۲۴ نفر (۷خانوار) بوده‌است.